# Хрустне
Хрустне (пол. Chrustne) — село в Польщі, у гміні Рики Рицького повіту Люблінського воєводства.
Населення — 245 осіб (2011).

## Демографія
Демографічна структура станом на 31 березня 2011 року:
|          | Загалом | Допрацездатний вік | Працездатний вік | Постпрацездатний вік |
| -------- | ------- | ------------------ | ---------------- | -------------------- |
| Чоловіки | 124     | 34                 | 78               | 12                   |
| Жінки    | 121     | 23                 | 63               | 35                   |
| Разом    | 245     | 57                 | 141              | 47                   |